# Љумница
Љумница (грч. Σκρα, Скра) је насељено место у општини Пеонија у периферији Средишња Македонија, Грчка. Према попису из 2021. године било је 96 становника.
Према бугарском географу и историчару, Василу Канчову, у Љумници је 1900. године живело 2.600 Мегленских Влаха. После Балканских ратова долази до смањења броја становника, тако је 1913. године било 1.405 житеља. Током Првог светског рата бугарске војсне власти су преселиле становништво у Бугарску (претежно Стара и Нова Загора), због близине војних дејстава. После рата део мештана се вратио и обновио село, које је 1920. имало 854 житеља. Године 1925. 90 породица (укључујући и оне које су се вратиле) иселило се у добруџанска села Сребрино, Асанкој, Кадикој, Кочина (Професор Иширково) и Валјушница (тада Румунија). За време Другог светског и Грчког грађанског рата село је доста страдало, део мештана се принудно иселио у Југославију (СР Македонија). На попису из 1951. године Љумница је имала 446 становника. Македонски историчар Тодор Симовски, 1998. године наводи да је Љумница мегленовлашко насеље.